# Kościół greckokatolicki w Polsce
Kościół greckokatolicki w Polsce – działający na terenie Polski, Kościół wschodni, greckokatolicki, obrządku bizantyjsko-ukraińskiego, uznający władzę i autorytet papieża. W 2015 roku liczył około 55 tysięcy wiernych i 82 duchownych w 128 parafiach. Polscy biskupi greckokatoliccy wchodzą w skład Konferencji Episkopatu Polski. Siedziba Kościoła mieści się w Przemyślu przy ul. Katedralnej 1. Od 2015 roku zwierzchnikiem Kościoła jest Eugeniusz Popowicz, metropolita przemysko-warszawski.
Kościół greckokatolicki w Polsce jest częścią Kościoła katolickiego obrządku bizantyjsko-ukraińskiego. Synod ukraińskiego Kościoła greckokatolickiego podejmuje decyzje w sprawach liturgicznych oraz wyznacza biskupów. Kościół ten zrzesza głównie ludność pochodzenia ukraińskiego, a także wyznających grekokatolicyzm Rusinów (Łemków i Bojków). Wspólnota wydaje w języku ukraińskim miesięcznik „Błahowist”.

## Historia

### Geneza
W połowie XI wieku doszło do podziału Kościoła na części wschodnią i zachodnią. W późniejszych wiekach podejmowano próby zjednoczenia Kościoła. W roku 1274 zawarto unię lyońską, a w 1439 unię florencką, jednak obie te unie okazały się nietrwałe.

### Powstanie

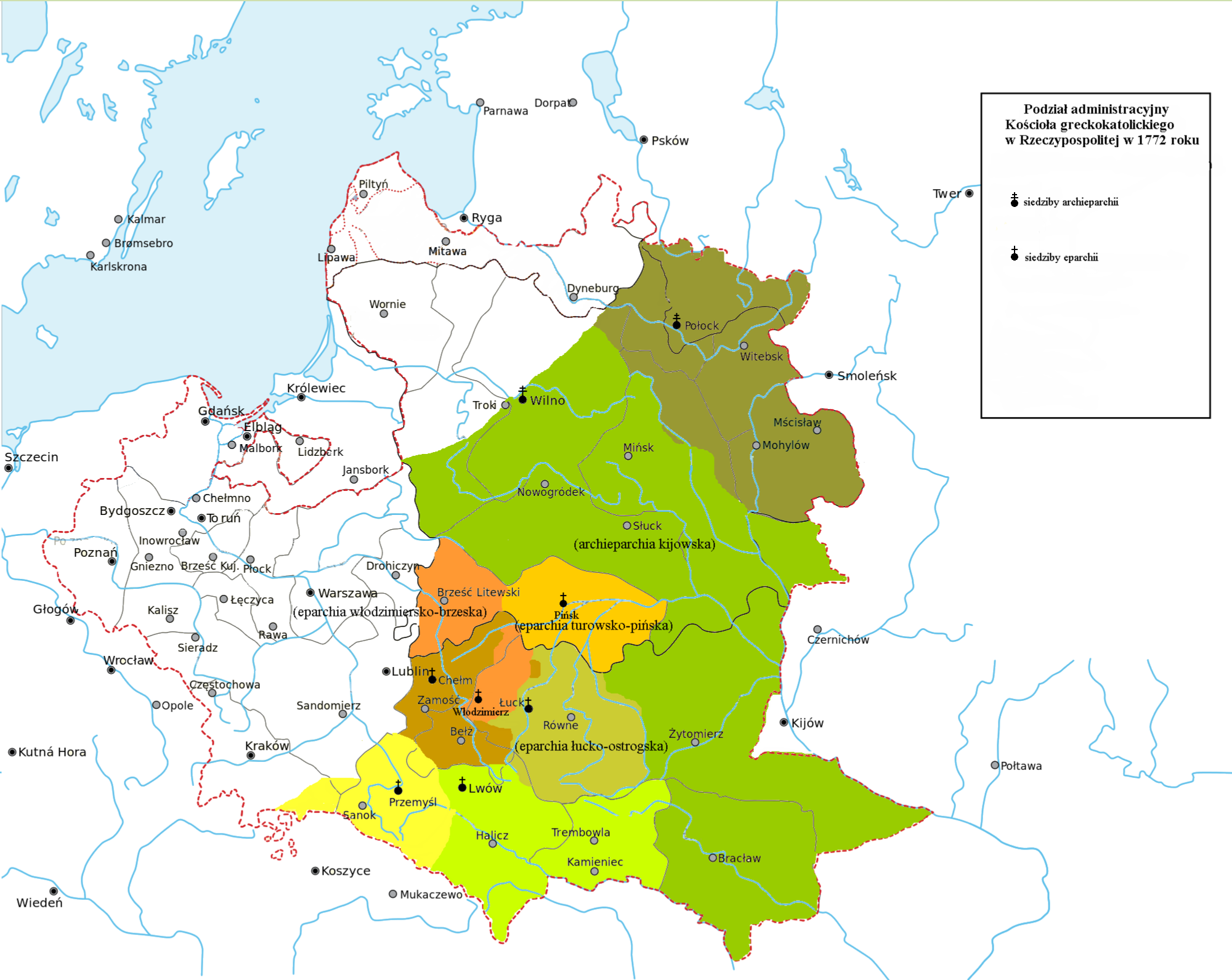
Podział administracyjny Kościoła greckokatolickiego w Polsce w 1772 roku

W czerwcu 1590 roku na synodzie w Bełzie, przy sprzeciwie biskupa przemyskiego Michała Kopysteńskiego i biskupa lwowskiego Gedeona Bałabana, czterech biskupów prawosławnych sformułowało deklarację wyrażającą chęć zawarcia unii kościelnej ze Stolicą Apostolską. Gorliwym zwolennikiem tej unii był biskup łucki Cyryl Terlecki. W 1596 roku zawarto unię brzeską, na mocy której hierarchowie, duchowieństwo i wierni uznali zwierzchnictwo papieża, jednocześnie zachowując wschodnią duchowość, bizantyjską liturgię, dyscyplinę kościelną (m.in. zgoda na żonate duchowieństwo), język staro-cerkiewno-słowiański w nabożeństwach oraz kalendarz juliański. Powstała w ten sposób nowa struktura kościelna została nazwana Kościołem unickim, a od roku 1774 w zaborze austriackim Kościołem greckokatolickim.
Od początku przeciwnikami unii wyznawców prawosławia z Rzymem byli Rosyjski Kościół Prawosławny oraz carowie Rosji.
W skład Kościoła w 1772 r. wchodziły: metropolia kijowska oraz eparchie: włodzimiersko-brzeska, łucko-ostrogska, połocka, chełmsko-bełska, pińsko-turowska, przemysko-samborska i lwowsko-halicko-kamieniecka. W roku 1772 Kościół ten posiadał 9300 parafii, 147 klasztorów męskich, 19 żeńskich oraz liczył około 4,5 mln wiernych.

### Okres zaborów
W okresie rozbiorów w zaborze rosyjskim dla Kościoła greckokatolickiego nastał czas prześladowań. Na terenie Cesarstwa Rosyjskiego znalazły się archieparchia kijowska oraz eparchie: pińska, łucka, włodzimierska, połocka oraz części lwowskiej i chełmskiej. W ramach represji Caryca Katarzyna II zlikwidowała eparchie unickie oraz skonfiskowała ich majątek z wyjątkiem arcybiskupstwa połockiego.
Po upadku powstania listopadowego na terenie Cesarstwa Rosyjskiego przystąpiono do ostatecznej likwidacji unii. Najpierw w roku 1839 unicestwiono ją na terenie I zaboru rosyjskiego, a w roku 1875 – po upadku powstania styczniowego – również na Chełmszczyźnie i Podlasiu w Królestwie Polskim. Grekokatolicy, którzy nie przeszli do Rosyjskiego Kościoła Prawosławnego, uczęszczali na nabożeństwa i msze w kościołach łacińskich.
Okres rozbiorów Kościół greckokatolicki przetrwał w zaborze austriackim. W 1772 roku po I rozbiorze Polski w zaborze austriackim Kościół musiał realizować reformy kościelne cesarzowej Marii Teresy. W 1774 roku Maria Teresa wprowadziła określenie: „Kościół greckokatolicki”. Następnie przeprowadzono zmiany organizacyjno-prawne dotyczące zarządzania eparchią oraz wprowadzono korekty jej granic. W 1891 we Lwowie przeprowadzono prowincjonalny synod, na którym określono uprawnienia metropolity i ordynariuszy, nakazano głoszenie kazań na niedzielnej liturgii. Otwarto nowe seminarium duchowne we Lwowie i wprowadzono system kształcenia księży. Odrodziło się również życie zakonne.

### W II Rzeczypospolitej

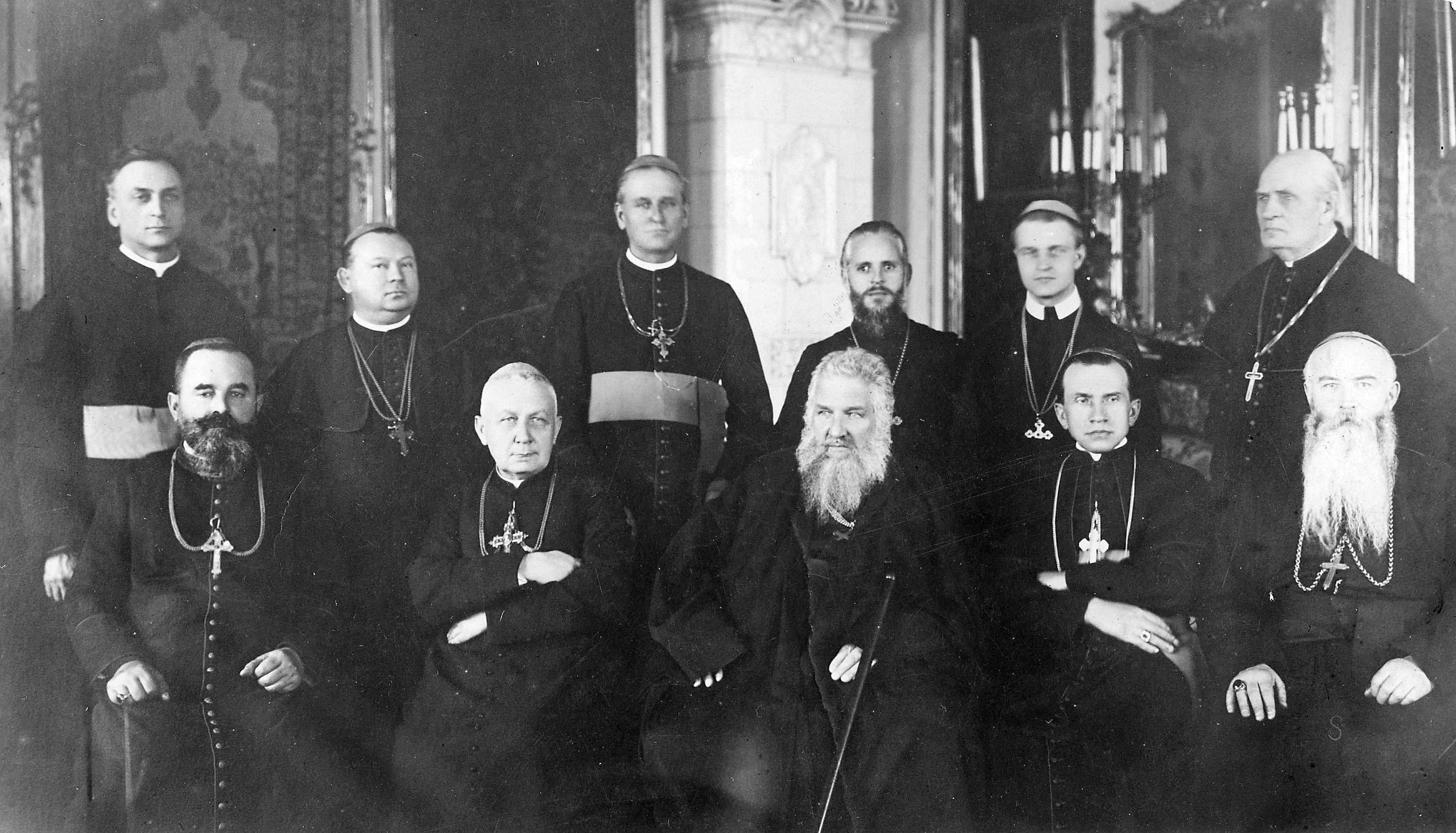
Biskupi greckokatoliccy podczas spotkania we Lwowie, grudzień 1927. Siedzą: bp Grzegorz Chomyszyn, abp metropolita Andrzej Szeptycki, bp Nikita Budka, bp Jozafat Kocyłowski.

W II Rzeczypospolitej Kościół greckokatolicki składał się z trzech eparchii: archieparchii lwowskiej, eparchii stanisławowskiej i eparchii przemyskiej. Tworzyły one galicyjsko-lwowską prowincję kościelną, na czele której stał arcybiskup lwowski hrabia Andrzej Szeptycki.
Na początku okresu międzywojennego na terenach województw południowo-wschodnich wierni Kościoła greckokatolickiego stanowili nawet do ok. 60% ogółu ludności (przykładowo około 40% w województwie lwowskim, a w woj. stanisławowskim nawet 70%). Po roku 1924 dochodziło do przechodzenia ludności greckokatolickiej na prawosławie, co było związane z uzyskaniem autokefalii przez Polski Kościół Prawosławny. 16 listopada 1926 na skutek schizmy tylawskiej greckokatolicka dotąd ludność Tylawy oraz sąsiedniej Trzciany przeszła na prawosławie. Proces ten objął część wiosek południowo-wschodniej Polski, wskutek czego w latach 1927–1934 na prawosławie przeszło około 20 tysięcy Łemków. W wyniku konwersji i następujących podziałów między miejscową ludnością dochodziło do aktów przemocy powodowanych staraniami o posiadanie praw własności do cerkwi i cmentarzy. Szacunkowo na prawosławie przeszło około 50% grekokatolików w powiecie jasielskim, 45% w krośnieńskim, 30% w gorlickim i 20% w nowosądeckim. By zatrzymać ten proces w roku 1934 Stolica Apostolska powołała Apostolską Administrację Łemkowszczyzny podlegającą bezpośrednio pod Watykan.
W roku 1936 Kościół miał 2380 duchownych diecezjalnych. W tym czasie funkcjonowały trzy zakony męskie oraz osiem zgromadzeń zakonnych żeńskich. Liczba wiernych przekraczała 330 tysięcy.

### Okres Polski Ludowej
Po II wojnie światowej w granicach Polski pozostały jedynie część diecezji przemyskiej i Administracja Apostolska Łemkowszczyzny. Władze komunistyczne w latach 1946–1956 prowadziły wobec Kościoła greckokatolickiego politykę likwidacyjną, co wiązało się ze stawianymi Kościołowi greckokatolickiemu zarzutami o współpracę z UPA, kolaborację z Niemcami oraz działalność antyradziecką. Aresztowano, a następnie deportowano do ZSRR biskupów oraz dążono do likwidacji Kościoła greckokatolickiego w Polsce. Po przemianach politycznych w październiku 1956 Kościół ten był tolerowany przez władze, jednak na zewnątrz Kościół miał być reprezentowany przez hierarchię rzymskokatolicką.
Po aresztowaniu i deportacji do ZSRR w czerwcu 1946 roku greckokatolickich biskupów przemyskich – bp. Jozafata Kocyłowskiego i jego sufragana bp. Grzegorza Łakoty jesienią tego roku Stolica Apostolska opiekę nad grekokatolikami w Polsce przekazała prymasowi Augustowi Hlondowi. Po śmierci kard. Hlonda w roku 1948 opieka ta przeszła na jego następcę kard. Stefana Wyszyńskiego, a następnie w roku 1981 na kard. Józefa Glempa.
Na przełomie lat 60. i 70. Służba Bezpieczeństwa rozpoczęła prowadzenie przeciwko Kościołowi sprawy obiektowej pod kryptonimem „Ortodox”, której celami były zbieranie informacji o działalności duchowieństwa greckokatolickiego i nastrojach wiernych, a także wykorzystywanie antagonizmów pomiędzy klerem greckokatolickim a rzymskokatolickim z zamiarem ograniczania wpływów i kompromitacji duchownych. Mimo szerokich działań władzom nie udało się zlikwidować w Polsce Kościoła greckokatolickiego. W okresie pomiędzy rokiem 1957 a 1980 święcenia kapłańskie przyjęło 21 księży, w latach 1980–1989 kolejnych 28 kleryków. W dniach od 21 czerwca do 6 lipca 1984 po raz pierwszy Polskę odwiedził sekretarz Kongregacji ds. Kościołów Wschodnich abp Myrosław Marusyn. Do 1989 roku grekokatolicy byli pozbawieni swojej hierarchii kościelnej.

### W III Rzeczypospolitej

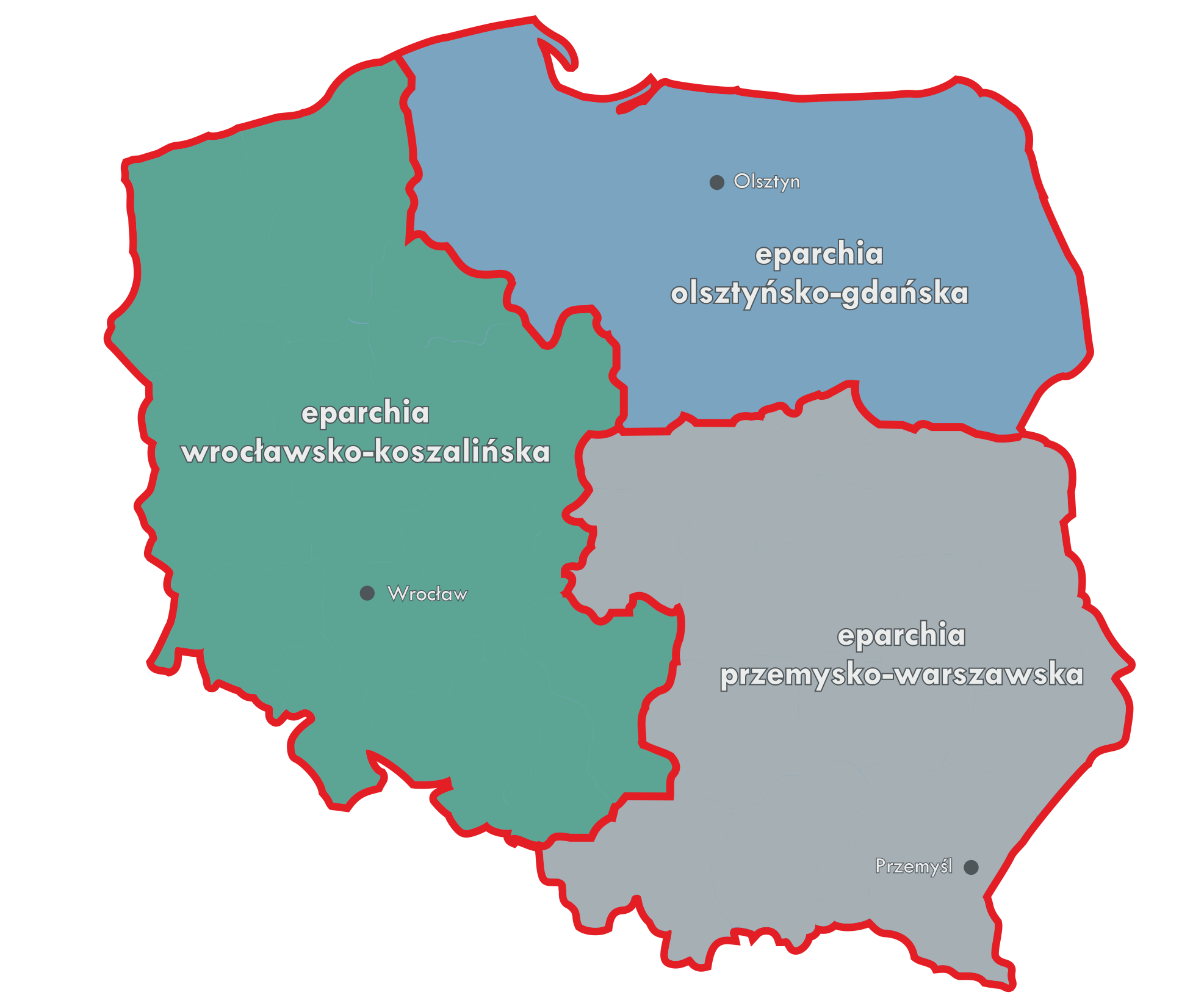
Podział administracyjny od 2020

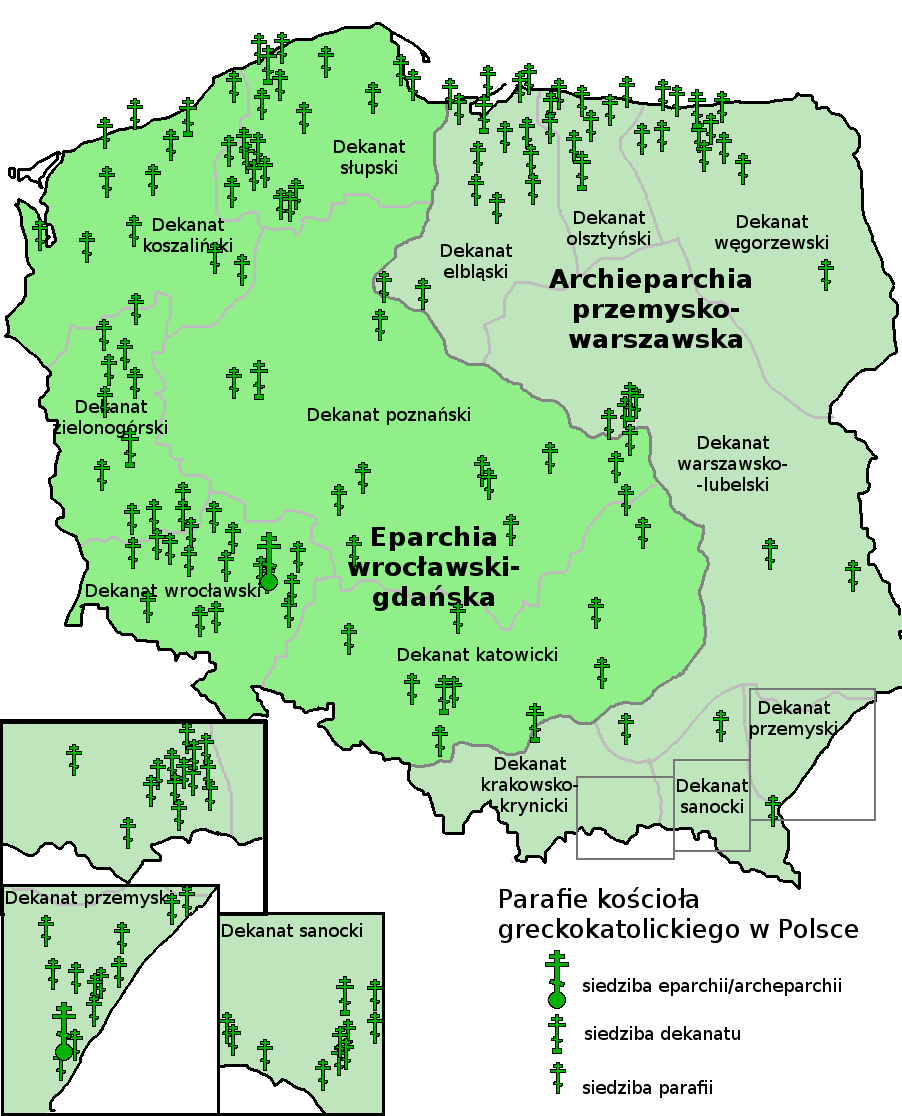
Podział i parafie Kościoła w 2019

16 września 1989 roku biskupem został ks. mitrat Jan Martyniak. Dwa lata później papież Jan Paweł II mianował go ordynariuszem diecezji przemyskiej obrządku bizantyjsko-ukraińskiego. W 1996 roku papież całościowo przeorganizował struktury duszpastersko-administracyjne Kościoła greckokatolickiego w Polsce. Ustanowiono prowincję kościelną obrządku greckokatolickiego w Polsce i nadano jej nazwę: Metropolia przemysko-warszawska, w której skład weszły dwie nowo utworzone jednostki administracyjne na terytorium Polski: archieparchia przemysko-warszawska, obejmująca 6 dekanatów po prawej stronie Wisły oraz eparchia wrocławsko-gdańska obejmująca 4 dekanaty po lewej stronie Wisły. W 2017 Archieparchia przemysko-warszawska, liczyła 7 dekanatów, a Eparchia wrocławsko-gdańska 6 dekanatów. W listopadzie 2020 utworzono trzecią eparchię olsztyńsko-gdańską, zmieniając równocześnie nazwę eparchii z siedzibą we Wrocławiu na wrocławsko-koszalińską.
Biskupi diecezjalni należą do Konferencji Episkopatu Polski. Metropolia przemysko-warszawska liczy 10 dekanatów. W roku 2015 Kościół liczył 128 parafii, w których pracowało 69 księży diecezjalnych i 12 zakonnych. W seminariach duchownych kształciło się 10 alumnów. W Kościele działalność prowadziło również 86 sióstr zakonnych i 15 braci. W tym też roku udzielono 280 chrztów, 282 sakramentów bierzmowania, 172 sakramentów Pierwszej Komunii oraz 97 ślubów. Liczba wiernych Kościoła greckokatolickiego w Polsce szacowana jest na 55 tys. (30 tys. w archidiecezji przemysko-warszawskiej i 25 tys. w diecezji wrocławsko-gdańskiej). Największym zakonem greckokatolickim są Bazylianie. Od 1991 roku Kościół wydaje w języku ukraińskim miesięcznik „Błahowist”.
Według danych pochodzących z Narodowego Spisu Powszechnego z 2011 roku przynależność do Kościoła greckokatolickiego zadeklarowało 33,3 tys. osób.
28 maja 2020 na podstawie dekretu l. dz. 292/V/2020 w trybie ad experimentum dopuszczono na 5 kolejnych lat możliwość odprawiania liturgii w języku polskim.
Od 1 września 2022 roku eparchie greckokatolickie w Polsce mają własny wspólny Trybunał cerkiewny, będący sądem I instancji dla spraw w zakresie Kodeksu Kanonów Kościołów Wschodnich.
Od 1 września 2023 roku eparchie greckokatolickie w Polsce przechodzą na kalendarz neojuliański (na razie wspólnie z katolikami łacińskimi będą obchodzone święta nieruchome, np. Boże Narodzenie, święta ruchome, jak Wielkanoc, będą nadal świętowane wg starego stylu) przy czym parafie mają prawo do 2025 roku używać dotychczasowego kalendarza starojuliańskiego.